# Gregory Zilboorg

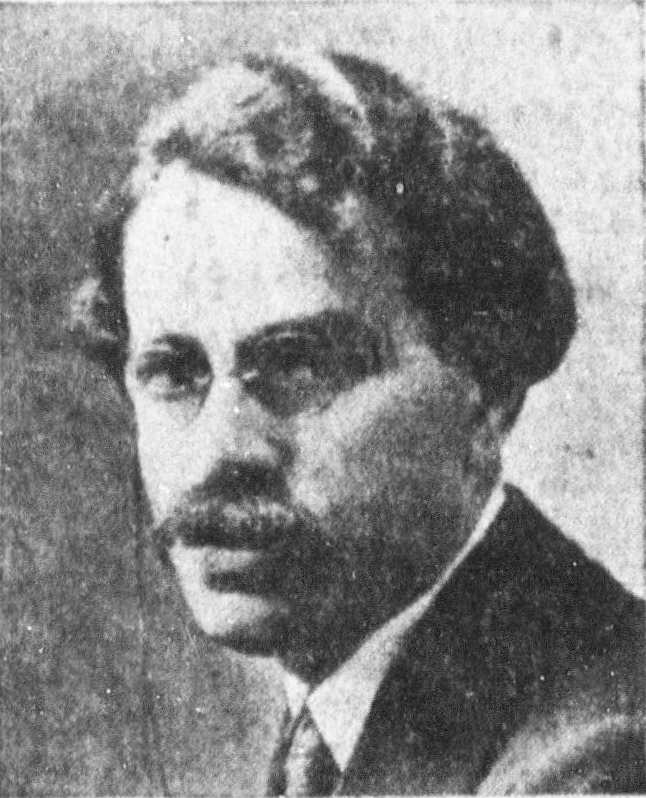

Gregory Zilboorg (geboren Григорий Зильбург, Grigori Zilboerg) (Kiev, keizerrijk Rusland, 25 december 1890 - New York, 17 september 1959) was een Russisch-Amerikaanse psychoanalist en historicus van de psychiatrie. 
Geboren in het Russische gouvernement Kiev, studeerde hij geneeskunde in Sint-Petersburg en emigreerde in 1919 naar de Verenigde Staten. Hij verkreeg bekendheid door zijn bijdragen aan de psychiatrie, waarbij hij het vakgebied plaatste in een breder sociologisch en humanistisch perspectief. Zilboorg werkte aan het Bloomingdale Hospital en begon in 1931 zijn psychoanalytische praktijk in New York. Zijn publicaties omvatten belangrijke werken over de geschiedenis van de psychiatrie, zoals The Medical Man and the Witch During the Renaissance, A History of Medical Psychology, en Sigmund Freud. Hij vertaalde ook literair werk van het Russisch naar het Engels. Zijn patiënten omvatten bekende figuren zoals George Gershwin en Lillian Hellman. Zilboorg was echter ook onderwerp van controverses, waaronder beschuldigingen van onethisch gedrag, zoals financiële exploitatie van patiënten, zoals gerapporteerd door Susan Quinn en Ron Chernow. 
Zijn biografie, geschreven door zijn dochter, documenteert zijn spirituele reis en bekering tot het katholicisme.